# Clethra arborea
Clethra arborea är en tvåhjärtbladig växtart som beskrevs av Soland. och William Aiton. Clethra arborea ingår i släktet Clethra och familjen Clethraceae. Inga underarter finns listade i Catalogue of Life.

## Bildgalleri

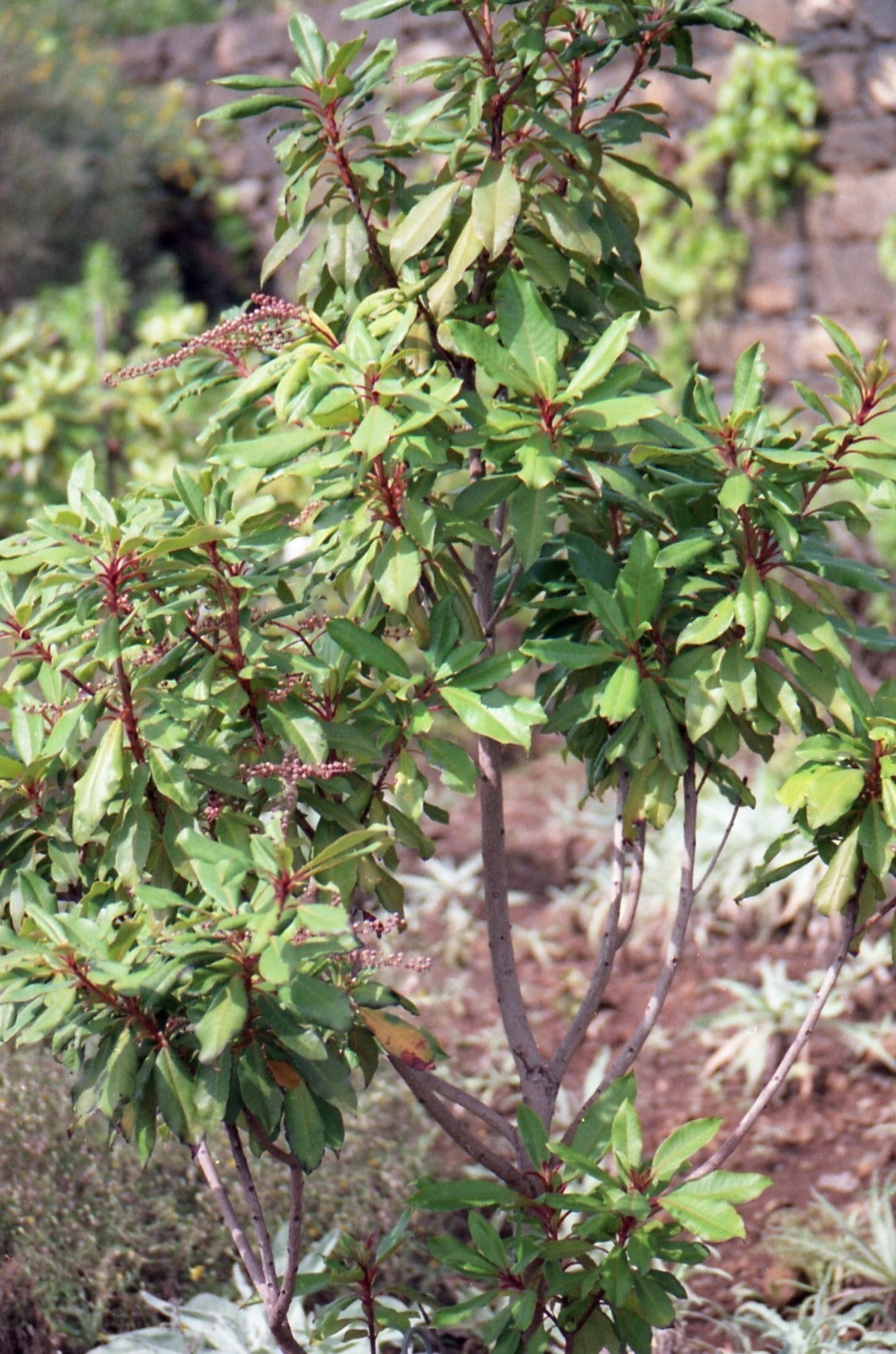